# 桃園市立圖書館新屋分館
桃園市立圖書館新屋分館為桃園市立圖書館的其中一座分館，位於桃園市新屋區，前身為成立於1980年（民國69年）的新屋鄉立圖書館，原先位於新屋鄉公所3樓，1986年遷入公所旁新大樓。2009年3月7日遷至現址『桃園縣新屋鄉客家文化圖書館』大樓內，樓板面積約600坪。因桃園市於2014年12月25日正式升格為直轄市，更為現名至今。

## 外部連結
- 桃園市立圖書館新屋分館 （页面存档备份，存于）